# Dolmen von Bosjökloster

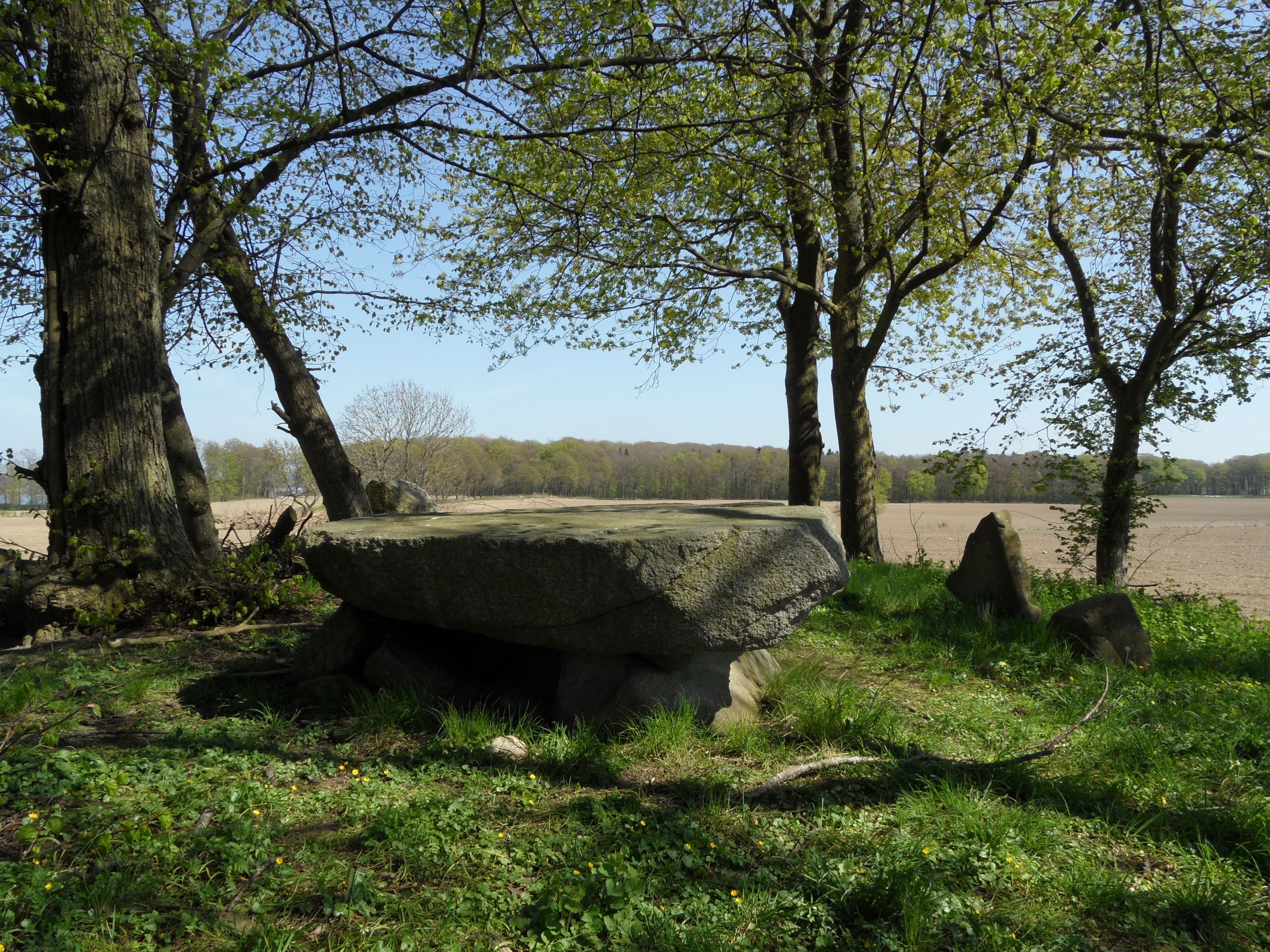
Trollakistan

Der Dolmen von Bosjökloster (RAÄ-nummer Bosjökloster 12:1 – auch Trollakistan genannt) liegt nahe der Straße 23, südlich von Gamla Bo und nördlich von Klinta, am Naturreservat Klintaskogen in der Gemeinde Höör, mitten in der Provinz Schonen in Schweden. Der Dolmen entstand zwischen 3500 und 2800 v. Chr. als eine von 50 Megalithanlagen der Trichterbecherkultur (TBK) in Schonen.
Der Dolmen (schwedisch Dös) liegt in einem ovalen, mit einem Dutzend Bäumen bewaldeten Hügel von 18 × 14 m und 1,2 bis 1,5 m Höhe. An den Seiten liegen zahlreiche Steine von 0,1–0,4 m. Im Hügel liegt ein Dolmen, bestehend aus zwei tragenden Blöcken, 1,7–1,9 m lang, 0,4–0,7 m breit und 0,4 m dick, und einem Deckstein (schwedisch takhällen) von etwa 2,5 × 2,0 m und fast 0,4 m Dicke. An seinem Ostrand steht die Inschrift: „110“. Unter dem Deckstein liegen weitere fünf Steine von 0,25–0,7 m Länge aus Granit, die jedoch nicht tragen.
Etwa 2,0 m südöstlich des Dolmen stehen zwei Bautasteine, 0,5 bis 0,8 m hoch, 0,65 bis 0,85 m breit und 0,15 bis 0,25 m dick. Etwa 3,0 m südwestlich steht ein weiterer 1,3 m hoher, etwa 1,1 m breiter und 0,3 m dicker Bautastein.
Bei der zwischen 1974 und 1977 erfolgten Untersuchung des Hügels durch L. Larsson wurden in einer Grube vor der Kammer bearbeiteter Feuerstein und zerscherbte Keramik gefunden. Die Kammer war fundleer.